# Triniti

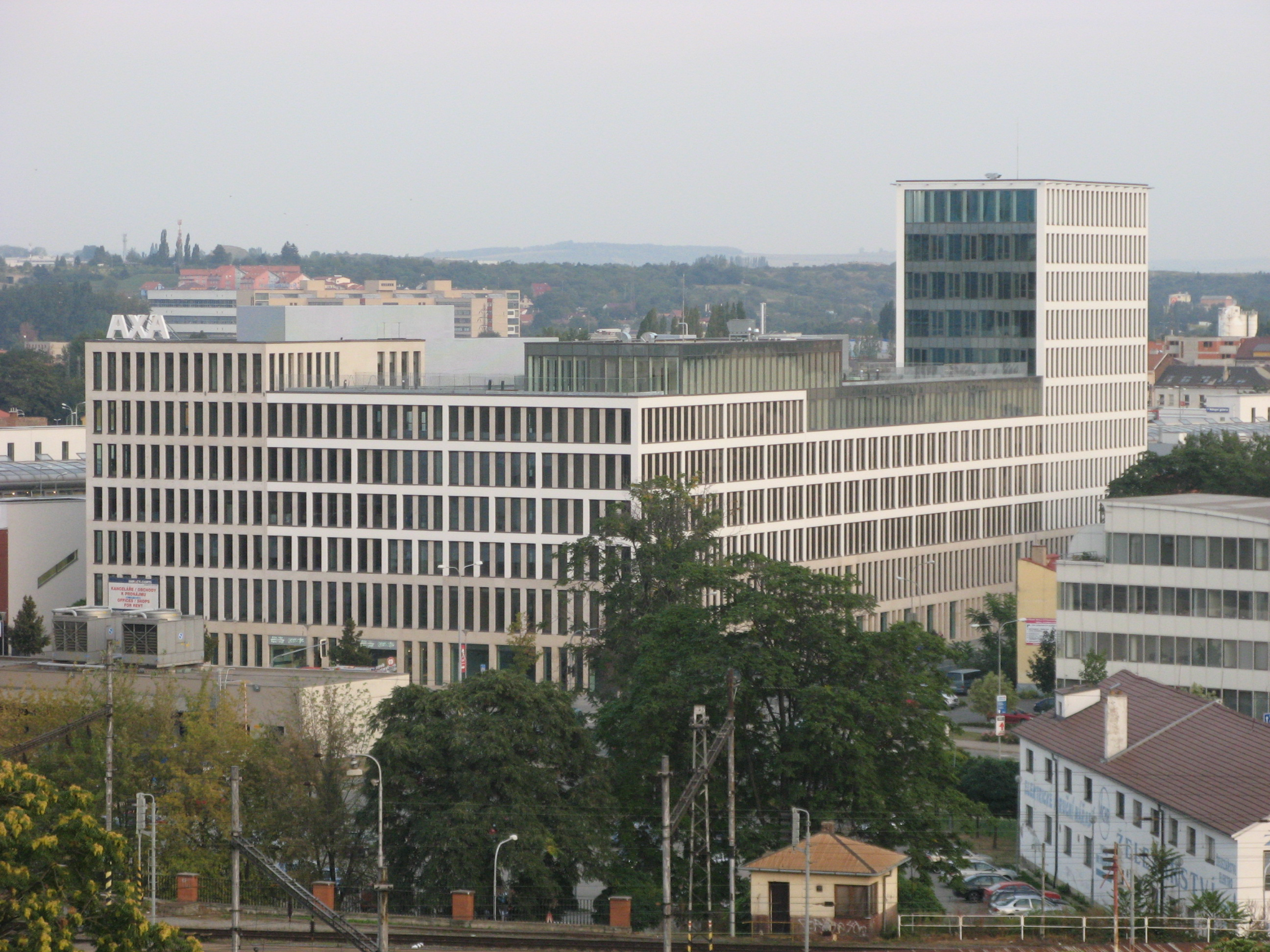
Pohled ze severozápadu od Katedrály svatého Petra a Pavla

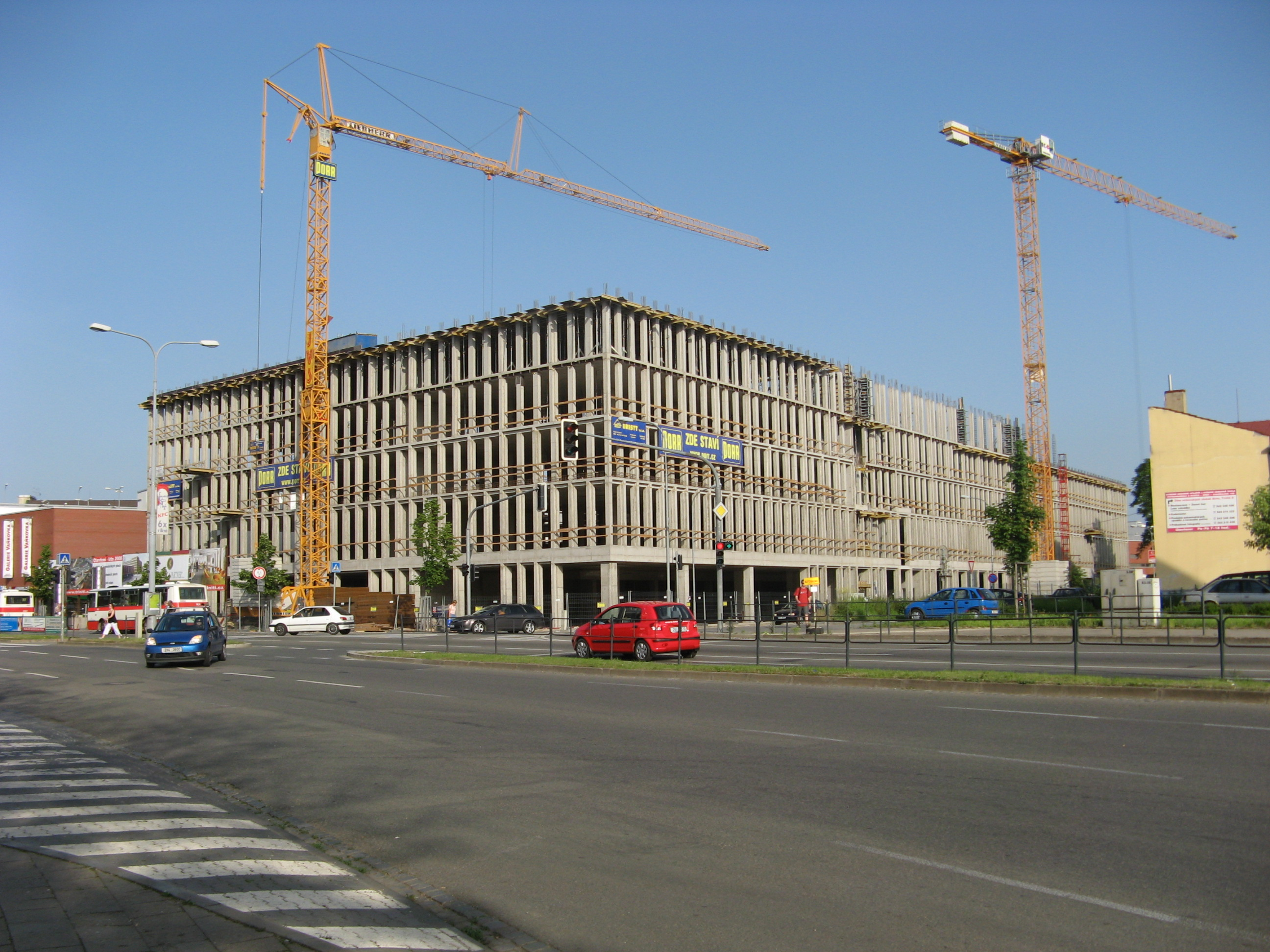
Komplex ve výstavbě

Triniti Office Center je multifunkční stavební komplex nacházející se v Brně. Jeho realizace byla dokončena v roce 2009. Vlastníkem komplexu je v současnosti společnost Vodička, a. s., se sídlem v Tišnově. Komplex se nachází na trojúhelníkovém pozemku na nároží ulic Úzká, Trnitá a pěší zóny Hamburská, jižně od hlavního vlakového nádraží v brněnské městské části Brno-střed, v katastrálním území Trnitá. Komplex těsně sousedí s nákupním centrem Galerie Vaňkovka a v době své realizace se stal první dokončenou výškovou stavbou jádra nově vznikajícího Jižního centra. Investorem stavby byla brněnská společnost Dominikánská, s. r. o., autory projektu jsou brněnští architekti Petr Hrůša, Petr Pelčák, Tomáš Rusín a Ivan Wahla z ateliéru Architekti Hrůša & spol., Ateliér Brno, s. r. o. Na projektu dále spolupracovali Igor Bielik, Alena Mazalová, Lenka Musilová, Zdeněk Šuchma a Petr Uhrín. Konstrukčně je stavební soubor řešen jako monolitický železobetonový skelet s nenosným výplňovým zdivem. V roce 2010 byl komplex nominován na cenu Grand Prix Obce architektů 2010 v kategorii Novostavba.

## Popis komplexu
Stavební soubor je tvořen třemi samostatnými budovami s celkovou užitnou plochou 32 642 m2. Obestavěný prostor je 108 309 m3 a zastavěná plocha je 3 793m2. Jedním z důležitých aspektů stavby je její orientace na energetickou úspornost, ekologičnost a vytváření příznivého pracovního prostředí. Přízemí a první podlaží všech tří budov komplexu slouží jako vstupní prostory a prodejní plochy. Zbylá čtyři podlaží dvou šestipodlažních administrativních budov jsou využívána jako kancelářské prostory. Třetí až desáté podlaží dominantní obytné budovy sestává z bytových prostor. Pod celým komplexem se nacházejí dvě podzemní podlaží, která jsou využívána jako parkovací prostory a technické zázemí. Střešní plochy jsou realizovány jako užitné se střešními zahradami a odpočinkovými plochami. Exteriér budov je charakteristický především rytmickým uspořádáním oken, kterým celý komplex odkazuje k brněnskému funkcionalismu.

## Nosné konstrukce
Svislé i vodorovné nadzemní nosné konstrukce jsou stejně jako základy celého komplexu z monolitického železobetonu. Založení stavby bylo ovlivněno zejména tlakovou vodou, která si vyžádala realizaci izolované železobetonové vany zakončené systémem vrtaných pilot. Nosnými stropními konstrukcemi budov prochází systém chlazení a vytápění, jehož úkolem je skrze sálání a akumulaci tepla snižovat ve srovnání s obdobnými stavbami bez tohoto systému tzv. aktivovaného železobetonového jádra energetickou náročnost stavby o 25 až 30 %.

## Opláštění stavby
Opláštění stavby je kombinací sendvičového provětrávaného a kontaktního zateplovacího systému. Na zateplení stavby byly použity desky z minerálních vláken o tloušťce 160 mm. Opláštění přízemí a prvního podlaží všech tří budov je realizováno s odvětrávanou mezerou o tloušťce 30 mm a ochranným zavěšeným obkladem z kamenných desek nesených nerezovými ocelovými kotvami. Od druhého podlaží byl na opláštění budov využit kontaktní zateplovací systém s ochrannou silikátovou omítkou. V roce 2010 stavba získala 2. místo v 11. ročníku soutěže Fasáda roku v kategorii Novostavba, každoročně vyhlašované firmou Baumit.

## Idea architekta
| „                       | Forma je dána architektonickou kompozicí i psychologií, přistupující k výrazu domu jako ke zdůraznění ochrany pracovní existence člověka, zasluhujícího přirozené prostředí a tělesnost, přítomnost měřítka. Celkové uspořádání tak přes univerzální zadání alternuje modernistický odlehčený architektonický „globalismus“ – např. posloupností a konkrétností tělesné rytmizace okny, portály, kamennými prvky. | “ |
| — Ing. arch. Petr Hrůša | |   |

## J&T BANKA Café Triniti
Brněnská J&T BANKA Café Triniti s námětem "Hory a hvězdy" je kavárna ze sítě J&T BANKA Café situovaná do brněnského multifunkčního komplexu Triniti Office Center. Realizována byla v letech 2011–2012 podle návrhu architekta Petra Hrůši, který je zároveň i auotrem projektu celého komplexu Triniti. Architektovým záměrem bylo vytvořit kavárnu, která by navazovala na bohatou tradici brněnského prvorepublikového kavárenství a taktéž na tradici brněnského funkcionalismu. Pro interiér kavárny byly využity například makassarová dýha, ořechové parkety nebo velkoformátové mramorové obkladové desky. Kromě toho jej doplňují také originální obrazy české akademické malířky Markéty Jelenové.

## Nájemci kancelářských a obchodních prostor
- DELOR
- DIXONS RETAIL

- J&T BANKA

- NETSUITE
- Oberbank
- OKsystem

- UniCredit Bank
- ZFP Akademie